# رامبوکه
رامبوکه (به لاتین: Rambuke) یک منطقهٔ مسکونی در سری‌لانکا است که در استان مرکزی (سری‌لانکا) واقع شده‌است.